# Kim Du-han
Kim Du-han (15 mai 1918 - 12 novembre 1972) était un célèbre chef de gangsters sud-coréen. À partir de la libération,  il se lance dans la politique au parti libéral de Syngman Rhee et est élu député en 1954 et en 1965. C'est un fils illégitime de Kim Jwa-jin, un leader de la guérilla anti-japonaise. Il est également le père de l'actrice Kim Eul-dong et le grand-père de l'acteur Song Il-gook. Son surnom était Uisong (의송, 義松).
Sa vie a été retracée dans de nombreux films comme Le Fils du général de Im Kwon-taek.